# Prutivka, Dzerjînsk
Prutivka (în ucraineană Прутівка) este localitatea de reședință a comunei Prutivka din raionul Dzerjînsk, regiunea Jîtomîr, Ucraina.

## Demografie
Componența lingvistică a localității Prutivka
     Ucraineană (100%)
Conform recensământului din 2001, toată populația localității Prutivka era vorbitoare de ucraineană (100%).